# Kaija Kärkinen
Kaija Kärkinen (Sodankylä, 9 de setembro de  1962) é uma cantora  e atriz finlandesa. Ela iniciou a sua carreira no grupo Lato como  solista. Ela é provavelmente melhor conhecida no resto da Europa por ter representado a Finlândia no Festival Eurovisão da Canção 1991 com a canção Hullu yö ("Noite louca") onde classificou em vigésimo lugar. Depois do festival começou a trabalhar com Ile Kallio e ambos fundaram um  duo.